# BBC One Wales
BBC One Wales — британский телеканал, региональное отделение BBC One в Уэльсе. Центр вещания — Дом вещания в Кардиффе. С 29 января 2013 вещает в HD-версии в сетях Freeview, Freesat, Sky и Virgin Media. В отличие от BBC One HD, использующем звуковой формат DTS 5.1, поддерживает исключительно стерео-звук. 10 декабря 2013 HD-версия и SD-версия поменялись телечастотами для подписчиков Sky.

## Вещание
Телеканал осуществляет вещание на территорию Уэльса ежедневно с 6 часов утра до часу ночи, уступая своё эфирное время региональным телеканалам. Основной информационной программой является выпуск новостей Wales Today. Еженедельно BBC One Wales выделяет 3 часа эфирного времени под неновостные программы и 6 часов в неделю на выпуски новостей.